# Custeio baseado em atividades
Custeio baseado em atividades ou custeio ABC (Activity Based Costing) é um método de custeio que está baseado nas atividades que a empresa efetua no processo de fabricação de seus produtos. Esta é uma metodologia desenvolvida pelos professores americanos Robert Kaplan e Robin Cooper em meados da década de 1980, na Universidade de Harvard. Fornece um método para o tratamento dos custos indiretos, através da análise das atividades, dos seus geradores de custos, e dos utilizadores.
Consiste na identificação, análise e alocação de custos aos processos de uma determinada empresa, visando melhor gerenciar a lucratividade. O uso deste método permite uma melhor mensuração dos custos. Os recursos são atribuídos a cada atividade; em seguida, as atividades são atribuídas a objetos de custo com base no seu uso. O custo baseado em atividades reconhece os relacionamentos de causa dos responsáveis pelos custos das atividades. Também ameniza as distorções provocadas pelo uso do rateio usado na tradicional lógica de absorção dos custos.

## Evolução dos sistemas de custeio
Na década de 1920 se consolidou o Custeio Tradicional. O produto simbolizava o capitalismo, e a grande maioria das organizações se baseavam na produção em massa de produtos pouco diversificados, utilizando mão-de-obra intensiva. Os custos diretos (ligados diretamente a produção) eram fortemente preponderantes na composição dos custos, o Custo Tradicional foi adotado quase universalmente, talvez pela facilidade ou pelo comodismo da época. Porém com as mudanças em duas variáveis fundamentais como o aumento da participação dos custos indiretos na composição dos custos totais e o aumento da diversificação dos produtos e processos; fez com que resultasse na obsolescência do Custeio Tradicional para fins gerenciais e no surgimento de técnicas inovadoras como o Custeio ABC. Ou seja, para acompanhar o mercado as organizações precisaram investir em qualidade, tanto para os clientes internos (funcionários) quanto para os clientes externos; os custos indiretos aumentaram significativamente e não podiam continuar mais a serem tratados como antes no sistema tradicional, surge então a ideia do Custeio ABC.
Os produtos que alocam mais atividades passam a ter uma maior fatia na divisão dos custos indiretos. Para Maffei Filho o método ABC:
… almeja atribuir aos produtos individuais a parcela de gastos indiretos consumida por cada um deles. Isto é feito definindo-se as atividades relevantes da empresa, calculando-se o custo de cada uma delas, e então atribuindo este custo aos produtos com base no consumo de cada atividade por parte de cada produto (2003, p. 1).
Embora haja indícios de que o Custeio ABC tenha origem em trabalhos desenvolvidos na General Electric, na década de 1960 nos Estados Unidos, somente com a intensificação da competição global, por volta da década de 1980, quando as empresas despertaram para a nova realidade (satisfação dos clientes, treinamento, qualidade etc.) e as novas tecnologias avançadas de produção e filosofia de gestão empresarial, o ABC, cujo propósito é de suprir essas necessidades sobre esses processos. Em outras palavras o objetivo do Custeio ABC é suprir a necessidade de informações precisas sobre o custo da necessidade de recursos de produtos, serviços, e canais específicos.
O Custeio ABC, possibilita um cálculo mais acurado do custo dos produtos individuais. Sua principal vantagem é o fato que pode ser usado como uma ferramenta gerencial que estimula e suporta a melhoria contínua dos processos, da qualidade, dos parâmetros de desempenho da empresa e das próprias pessoas, pois focaliza os possíveis problemas ou oportunidades de melhora. Sua mais séria restrição é a dificuldade imposta à sua implantação pela carência e pelo custo das informações necessárias para o ABC. Porém com as novas tecnologias como os coletores eletrônicos de dados e os Sistemas Integrados de Administração Empresarial (ERP) e uma série de inovações a perspectiva é que o uso do ABC se amplie, principalmente nos mercados competitivos onde o conhecimento dos custos e de onde eles ocorrem é uma questão de sobrevivência (Maffei Filho, 2003).
Com o avanço da tecnologia e a crescente complexidade dos sistemas de produção, ocorreu, uma mudança do perfil de custos das organizações, passando de uma estrutura em que os custos diretos cedem espaços para os indiretos, e então, se fez necessário mudar a forma de custear, com objetivo de conhecer melhor quais atividades e produtos agregam valor, contribuindo para que a organização seja competitiva, fazendo o melhor mais barato.

## Conceitos básicos
O sistema de custeio baseado em atividades (ABC – Activity Based Costing) procura, igualmente, amenizar as distorções provocadas pelo uso do rateio, necessários aos sistemas tratados anteriormente, principalmente no que tange ao sistema de custeio por absorção. Poderia ser tratado como uma evolução dos sistemas já discutidos, mas sua relação direta com as atividades envolvidas no processo configura mero aprofundamento do sistema de custeio por absorção.
Martins (2003, p. 87), informa que o Custeio Baseado em Atividades "é uma metodologia de custeio que procura reduzir sensivelmente as distorções provocadas pelo rateio arbitrário dos custos indiretos". Este sistema tem como fundamento básico a busca do princípio da causa, ou seja, procura identificar de forma clara, por meio de rastreamento, o agente causador do custo, para lhe imputar o valor.
A ideia básica é atribuir primeiramente os custos às atividades e posteriormente atribuir custos das atividades aos produtos. Sendo assim, primeiramente faz-se o rastreamento dos custos que cada atividade causou, atribuindo-lhes estes custos, e posteriormente verificam-se como os portadores finais de custos consumiram serviços das atividades, atribuindo-lhes os custos definidos. Conforme Eller (2000, p. 82), "o Custeio Baseado em Atividades parte da premissa de que as diversas atividades desenvolvidas geram custos e que os produtos consomem essas atividades". Segundo Martins (2003, p. 96) para atribuir custos às atividades e aos produtos utilizam-se de direcionadores. Martins (2003, p. 96) ensina ainda que "há que se distinguir dois tipos de direcionador: … direcionador de custos de recursos, e os …direcionadores de custos de atividades".
O citado autor continua afirmando que "o primeiro identifica a maneira como as atividades consomem recursos e serve para custear as atividades". Afirma ainda que "o segundo identifica a maneira como os produtos consomem atividades e serve para custear produtos". Nakagawa (2001, p. 42), conceitua atividade "como um processo que combina, de forma adequada, pessoas, tecnologias, materiais, métodos e seu ambiente, tendo como objetivo a produção de produtos". Assim para o estudo do método ABC deve-se ponderar sobre as atividades envolvidas em cada processo de produção, seja de uma mercadoria ou um serviço.

## Importância e utilização do ABC
A importância que se dá à utilização do sistema de custeio ABC é em virtude do mesmo não ser apenas um sistema que dá valor aos estoques, mas também proporciona informações gerenciais que auxiliam os tomadores de decisão, como por exemplo, os custos das atividades, que proporcionam aos gestores atribuírem responsabilidades. Um diferencial do sistema de custeio ABC, é que a sua utilização, por exigir controles pormenorizados, proporciona o acompanhamento e correções devidas nos processos internos da empresa, ao mesmo tempo em que possibilita a implantação e/ou aperfeiçoamento dos controles internos da entidade.

## Implementação do ABC
A implementação do ABC requer uma cuidadosa análise do sistema de controle interno da entidade. Sem este procedimento que contemple funções bem definidas e fluxo dos processos, torna-se inviável a aplicação do ABC de forma eficiente e eficaz.
O ABC, por ser também um sistema de gestão de custos, pode ser implantado com maior ou menor grau de detalhamento, dependendo das necessidades de informações gerenciais para o gestor, o que está intimamente ligado ao ramo de atividade e porte da empresa.
Na construção de um modelo ABC é necessário:
1)	Estabelecer o organograma da empresa e os centros homogêneos onde se desenvolvem e definem as atividades que conduzem ao produto final;
2)	Identificação das diferentes atividades; 
Nesta fase pretende-se identificar e classificar cada uma das diferentes atividades dos diferentes centros homogêneos. Para esta fase necessita-se de informação própria da empresa, que pode ser o manual de procedimentos, questionário aos empregados, avaliação do tempo de trabalho de cada trabalhador, valoração de recursos, identificando ao mesmo tempo a participação de cada centro homogêneo em cada uma das atividades.
3)	Identificação dos custos suportados no exercício, nos diferentes centros referidos na 1.ª fase. Nesta fase de localização apenas se identificam os custos indiretos, pois os custos diretos afetam-se ao produto final;
4)	Construção do modelo ABC seria determinar os Cost Drivers ou geradores de custos, podendo utilizar-se como medida de atividade um input, um output, ou qualquer outro indicador físico. A característica fundamental que se deve cumprir na determinação dos Cost Drivers é que se produza uma relação direta entre a medida e o produto final;
5)	Distribuir os custos dos diferentes centros ou departamentos pelas atividades, ou seja, uma vez localizados os custos indiretos e as distintas secções, a empresa estabelecerá critérios para classificar estes custos e as atividades, podendo encontrar duas situações:
- Na primeira, as atividades desenvolvem-se por um único centro;
- No segundo caso, numa atividade podem participar vários centros de custo, pelo que será necessário valorar a participação de cada centro nas atividades.
6)	Nesta fase do modelo reclassificam-se as atividades, isto é, depois de identificadas todas as atividades estas passam a ser reclassificadas atendendo a critérios específicos do ponto de vista operativo.
As atividades principais, também designadas por primárias, não se classificam dado que tendem a obter o produto final  ⇒ têm uma relação direta com o produto final.    
As atividades auxiliares ou secundárias caracterizam-se por ser comuns às atividades principais e não têm uma relação directa com o produto final. O custo destas atividades auxiliares deverá repartir-se pelas atividades principais.
7)	Determinação do custo unitário do gerador de custo ou Cost Driver. Este custo é dado pelo quociente entre o custo total da atividade e o número de Cost Drivers definidos.
8)	Nesta fase são definidos os Cost Drivers necessários para obter o produto final. 
Requer um estudo detalhado do mapa das atividades da empresa e das características do processo produtivo para diferenciar as atividades necessárias para obter cada tipo de produtos.
9)	Finalmente, determinar-se-á o custo total do produto, sendo composto pelos custos diretos que se afetam diretamente ao produto final e custos indiretos que se imputam em função das atividades necessárias ou utilizadas.
Segundo este modelo, atividade é o conjunto de tarefas que são necessárias para obter um produto final e que têm como objectivo incrementar o valor acrescentado da empresa. Enquanto as atividades geram custos, as tarefas são um passo intermédio para conseguir uma atividade.
O objectivo de todas as atividades definido no modelo é gerar valor acrescentado ao produto final, tendo as mesmas três características específicas:
- Têm um objectivo concreto que é gerar custos;
- Devem consumir um conjunto de inputs ou factores;
- Devem poder relacionar-se com o produto final por meio de Cost Drivers.
Quando uma empresa define o seu mapa de atividades deve considerar, em primeiro lugar, que as tarefas que compõem esta atividade sejam homogêneas e que, ao mesmo tempo, todas as tarefas da mesma atividade possam ser quantificadas atendendo à mesma unidade de medida, ou seja, o mesmo Cost Driver.

## Vantagens e desvantagens da aplicação do custeio ABC
Para melhor entendimento apresentamos as vantagens e desvantagens da aplicação do método de custeio ABC.

### Vantagens
Como vantagens podemos ressaltar:
- informações gerenciais relativamente mais fidedignas por meio da redução do rateio;
- adequar-se mais facilmente às empresas de serviços, pela dificuldade de definição do que seja custos, gastos e despesas nessas entidades;
- menor necessidade de rateios arbitrários;
- atende aos Princípios Fundamentais de Contabilidade (similar ao custeio por absorção);
- obriga a implantação, permanência e revisão de controles internos;
- proporciona melhor visualização dos fluxos dos processos;
- identifica, de forma mais transparente, onde os itens em estudo estão consumindo mais recursos;
- identifica o custo de cada atividade em relação aos custos totais da entidade;
- pode ser empregado em diversos tipos de empresas (industriais, comerciais e serviços, com ou sem fins lucrativos);
- pode, ou não, ser um sistema paralelo ao sistema de contabilidade financeira;
- pode fornecer subsídios para gestão econômica, custo de oportunidade e custo de reposição;
- possibilita a eliminação ou redução das atividades que não agregam valor ao produto.

### Desvantagens
Por outro lado, pode-se enumerar como desvantagens:
- alto nível de controles internos a serem implantados e avaliados;
- necessidade de revisão constante;
- leva em consideração muitos dados;
- informações de difícil extração;
- dificuldade de envolvimento e comprometimento dos empregados da empresa;
- necessidade de reorganização da empresa antes de sua implantação;
- dificuldade na integração das informações entre departamentos;
- falta de pessoal competente, qualificado e experiente para implantação e acompanhamento;
- necessidade de formulação de procedimentos padrões;
- maior preocupação em gerar informações estratégicas do que em usá-las.

## Do sistema de custeio ABC ao sistema de gestão baseado nas atividades (ABM)
O sistema de custeio designado por ABC possibilita a introdução de um modelo de gestão baseado nas atividades desenvolvidas pela empresa que são, de facto, a sua razão de ser.
O sistema de gestão baseado nas atividades – Activity Based Management  (ABM) é uma ferramenta de gestão que atua no aperfeiçoamento dos processos.
De facto, o ABM:
- Foca a sua atenção nas atividades e não nos recursos;
- Não pensa no ano anterior mas sim no próximo, sem atender ao anterior;
- Tem que se acrescentar valor em qualquer tipo de ação ou atividade;
- A melhoria contínua não se faz no gabinete, ao nível hierárquico superior e por análise histórica, tem que envolver toda a gente e em cada momento.
Segundo Player  "a ABM é uma vasta disciplina que focaliza a administração das atividades como forma de maximizar o valor recebido pelo cliente e o lucro alcançado através dessa adição de valor. Tem o sistema de custeio baseado em atividades (ABC) como principal fonte de informação".
Quanto à relação entre o ABM e o ABC, afirma-se que "foram feitos um para o outro. O ABC fornece a informação necessária para gerir as atividades e aperfeiçoar o negócio. A ABM usa essa informação em várias análises projetadas para permitir esse aperfeiçoamento" Turner.
Tratando os processos como o foco da gestão, a ABM analisa e custeia as atividades, indicando a causa dos custos através da análise dos respectivos "Cost Drivers". As medidas de desempenho também são desenvolvidas de forma a "descrever o trabalho realizado e os resultados encontrados em uma atividade" (Turner). Assim, há condições para propor medidas concretas que visem o aperfeiçoamento contínuo dos processos.
Como procura utilizar "Cost Drivers" que efetivamente provocam custos às atividades e aos produtos, o modelo ABC custeia os produtos de forma adequada, reduzindo as distorções e prejuízos provocados pelos sistemas tradicionais.